# Борисовское (Галичский район)
Борисовское — деревня в составе Дмитриевского сельского поселения Галичского района Костромской области России.

## История
Согласно Спискам населённых мест Российской империи в 1872 году сельцо Борисовское, расположенное в 25 верстах от уездного города,  относилось к 1 стану Галичского уезда Костромской губернии. В нём числилось 10 дворов, проживало 43 мужчины и 39 женщин.
Согласно переписи населения 1897 года в деревне Борисовское проживало 88 человек (43 мужчины и 45 женщин).
Согласно Списку населённых мест Костромской губернии в 1907 году деревня Борисовское, расположенная в 25 верстах от уездного города, относилось к Яхнобольской волости Галичского уезда Костромской губернии. По сведениям волостного правления за 1907 год в ней числился 21 крестьянский двор и 112 жителей. В деревне имелись 2 кузницы. Основными занятиями жителей деревни были сельскохозяйственые работы и работа пастухами. В том же издании указано сельцо Борисовское, располагавшееся в той же волости, в 41 версте от уездного города.
До муниципальной реформы 2010 года деревня входила в состав Кабановского сельского поселения.